# Felix Hufeld
Felix Hufeld (* 17. Juni 1961 in Mainz) ist ein deutscher Jurist und war von 2015 bis 2021 Präsident der Bundesanstalt für Finanzdienstleistungsaufsicht (BaFin).

## Leben

### Ausbildung
Felix Hufeld studierte von 1980 bis 1985 Rechtswissenschaften an der Johannes Gutenberg-Universität in Mainz und der Albert-Ludwigs-Universität in Freiburg im Breisgau und schloss dieses mit dem ersten juristischen Staatsexamen ab. Von 1986 bis 1988 erwarb Hufeld einen Master of Public Administration an der Harvard University und legte 1991 sein zweites juristisches Staatsexamen in Berlin ab.

### Beruflicher Werdegang
Nach einer kurzen Tätigkeit als Rechtsanwalt begann Felix Hufeld Anfang 1992 seine Karriere als Unternehmensberater bei der Boston Consulting Group in Düsseldorf. Von 1996 bis 1998 war er dort als Manager/Principal mit Fokus auf der Finanzbranche tätig. Danach wechselte Hufeld für knapp drei Jahre als Leiter der weltweiten Konzernentwicklung zur Dresdner Bank nach Frankfurt. Von 2001 bis 2010 war Hufeld anschließend als Chief Executive Officer bei Marsh mit Verantwortung für Deutschland, Österreich und Nordeuropa sowie weiteren Aufgaben auf europäischer und globaler Ebene tätig. 2010 übernahm er die Funktion des Geschäftsführenden Gesellschafters der Agora Beteiligungen GmbH in Bad Homburg vor der Höhe und war Gesellschafter und Vorsitzender des Aufsichtsrats der Inex24 AG in Ismaning. Zudem arbeitete er als Partner bei Westlake Partners, die mittelständische Unternehmen bei Investitionen auf dem chinesischen Markt mit Kapital und Know-how unterstützen, in München, Hongkong und Schanghai.

### Bundesanstalt für Finanzdienstleistungsaufsicht
Im Januar 2013 übernahm Felix Hufeld die Aufgaben des Exekutivdirektors für den Bereich der Versicherungs- und Pensionsfondsaufsicht bei der Bundesanstalt für Finanzdienstleistungsaufsicht (BaFin). Während seiner Zeit als BaFin-Exekutivdirektor war Felix Hufeld auch Mitglied im Vorstand (Management Board) sowie im Aufsichtsgremium (Board of Supervisors) der Europäischen Aufsichtsbehörde für das Versicherungswesen und die betriebliche Altersversorgung (EIOPA). Außerdem war er von 2014 bis 2015 Vorsitzender des Exekutivausschusses der Internationalen Vereinigung der Versicherungsaufsichtsbehörden (IAIS). Seit März 2015 war Hufeld Nachfolger von Elke König als Präsident der BaFin. Am 29. Januar 2021 gab Bundesfinanzminister Olaf Scholz bekannt, im Zuge des Bilanzskandals um den Zahlungsdienstleister Wirecard die BaFin umzuorganisieren und den Präsidentenposten neu besetzen zu wollen. Hufelds Nachfolge trat daraufhin im August 2021 Mark Branson an.
Die bisherige Exekutivdirektorin für Wertpapieraufsicht, Elisabeth Roegele, stellte am 29. Januar 2021 ihr Amt zur Verfügung und schied Ende März 2021 aus.
Hufeld war bis zum 31. März 2021 Mitglied im Aufsichtsgremium (Supervisory Board) des Einheitlichen Bankenaufsichtsmechanismus (SSM) der Europäischen Zentralbank (EZB) und der Gruppe der Zentralbankpräsidenten.

### Nach dem Ausscheiden aus der BaFin
Seit Mai 2022 arbeitet Hufeld für den Mittelstandsfinanzierer Rantum Capital. Seit Herbst des Jahres ist er zudem als „Senior Advisor“ für Apollo Global Management tätig.

## Privates
Hufeld ist verheiratet und Vater zweier Kinder. Sein Bruder ist der Rechtswissenschaftler Ulrich Hufeld.

## Publikationen
- Felix Hufeld: A Regulatory Framework for Systemic Risk in the Insurance Sector. In: Felix Hufeld, Ralph S.J. Kojen, Christian Thimann (Hrsg.): The Economics, Regulation and Systemic Risk of Insurance Markets. Oxford, 2017.